# بخش عمومی
بخش عمومی (به انگلیسی: Public sector) که بخش دولتی نیز نامیده می‌شود، قسمتی از اقتصاد است که از خدمات عمومی و شرکت‌های دولتی تشکیل شده که بودجهٔ آن را دولت تأمین می‌کند. بخش‌های عمومی شامل کالاهای عمومی و خدمات دولتی مانند اجرای قانون، ارتش و نیروهای مسلح، زیرساخت‌ها، حمل و نقل عمومی، آموزش عمومی، مراقبت‌های بهداشتی عمومی و سازمان‌هایی است که برای خود دولت فعالیت می‌کنند، مانند مقامات منتخب. بخش عمومی ممکن است خدماتی را ارائه دهد که غیر پرداخت کننده نمی‌تواند از آن مستثنی شود (مانند روشنایی خیابان)، خدماتی که به جای افرادی که از خدمات استفاده می‌کنند به نفع همه جامعه است. شرکت‌های دولتی یا شرکت‌های دولتی، شرکت‌های تجاری خود تأمین مالی هستند که تحت مالکیت عمومی هستند و کالاها و خدمات مختلف خصوصی را برای فروش ارائه می‌کنند و معمولاً بر مبنای تجاری فعالیت می‌کنند..
سازمان‌ها به سه دسته کلی تقسیم می‌شوند بخش دولتی، بخش خصوصی، بخش داوطلبانه. بخش خصوصی متشکل از بخش‌های اقتصادی است که برای کسب سود برای صاحبان شرکت در نظر گرفته شده است. بخش داوطلبانه، مدنی یا اجتماعی به مجموعه‌ای از سازمان‌های غیرانتفاعی مرتبط است که بر جامعه مدنی تأکید دارند. در بریتانیا، اصطلاح «بخش عمومی گسترده‌تر» اغلب استفاده می‌شود که به سازمان‌های بخش عمومی خارج از دولت مرکزی اشاره دارد.